# Dołna banja (gmina)
Dołna banja (bułg.: Община Долна баня) – gmina w zachodniej Bułgarii, w obwodzie sofijskim.

## Miejscowości
Jedyną miejscowością gminy Dołna banja jest miasto Dołna banja.